# Helen Josephine Andrus
Pour les articles homonymes, voir Andrus.
Helen-Josephine Andrus, née le 11 septembre 1853 à Poughkeepsie et morte le 30 novembre 1927 dans cette même ville, était une organiste et compositrice américaine.

## Biographie
Élève du professeur F.-L. Ritter et bachelière de l'école de musique de Vassar ; elle était organiste de l'église congrégationiste de Poughkeepsie et a publié : A century of music in Poughkeepsie : 1802-1911 ; F.B. Howard, 1912

## Œuvres
- Zingaresca, pièce pour piano ; Philadelphia: Theodore Presser, 1902.
- Zénaïde, gavotte pour piano ; Edward Schuberth  &  co., New  York, 1915.